# 1996 (Sanne Salomonsen-album)
1996 er det tiende studiealbum fra den danske sangerinde Sanne Salomonsen. Albummet udkom den 12. september 1996 på Virgin, og var produceret af Nikolaj Steen, der havde skrevet størstedelen af albummets sange sammen med bl.a. Elisabeth Gjerluff Nielsen, Hans-Henrik Koltze, og Steffen Brandt. 1996 var Sanne Salomonsens første dansksprogede album siden Sanne fra 1989.
Albummet blev indspillet i Stockholm, og om tilblivelsen har Nikolaj Steen udtalt: "Vi var deroppe i et halvt år. Det var aldrig sket i dag. Vi havde ikke rigtig nogen plan, men en lille bruttoliste med sange, og mange af numrene blev lavet i studiet. Det kostede 600 kroner i timen, så det var rimelig flabet at tage derop og være så uforberedte, som vi var. Men der opstod en masse ting i nuet". Sanne Salomonsen udtalte i 2014 at albummet er hendes "yndlingsplade" og "mest undervurderede". "Det røde blod" blev oprindeligt indspillet som "In the Dark" til Nikolaj Steens rockgruppe Spacehead i 1995.
I december 1996 modtog albummet platin for 50.000 solgte eksemplarer. I 1997 opnåede albummet et salg på 100.000 eksemplarer i Skandinavien. 1996 blev senere udgivet i engelsksproget udgave under samme titel til det internationale marked, som Sanne Salomonsens ellevte studiealbum.

## Spor
| #   | Titel                   | Sangskriver(e)                                        | Længde |
| --- | ----------------------- | ----------------------------------------------------- | ------ |
| 1.  | "Mødet med din mund"    | Louise Goffin, Elisabeth Gjerluff Nielsen             | 3:34   |
| 2.  | "Guder og gudinder"     | Nikolaj Steen, Leif "Leffe" Larson                    | 4:05   |
| 3.  | "Det røde blod"         | Steen, Oliver Steffensen, Nielsen                     | 4:59   |
| 4.  | "Den lille løgn"        | Torstein Flakne, Jeff Wasserman, Nielsen              | 4:26   |
| 5.  | "Gadebarn"              | Flakne, Steen                                         | 4:05   |
| 6.  | "En usynlig mand"       | Steen, Nick Kamen, Jesper Mattson, Hans-Henrik Koltze | 4:44   |
| 7.  | "Bange og glad"         | Steen, Steffen Brandt                                 | 3:41   |
| 8.  | "Alt hvad du gi'r"      | Steen, Koltze                                         | 4:22   |
| 9.  | "Hende eller mig"       | Steen, Nielsen                                        | 5:29   |
| 10. | "Før nat bli'r til dag" | Jonas Krag, Giovanni Gambino                          | 3:46   |
| 11. | "Til vi ses"            | Sheryl Crow, Nielsen                                  | 5:01   |

- "Til vi ses" er også kendt som "Indtil vi ses igen".

### Engelsk udgave
| #   | Titel                      | Sangskriver(e)           | Længde |
| --- | -------------------------- | ------------------------ | ------ |
| 1.  | "Win Me Your Love"         | Goffin                   |        |
| 2.  | "Do You Really Wanna Know" | Steen, Larson            |        |
| 3.  | "In the Dark"              | Steen, Oliver Steffensen |        |
| 4.  | "All and Everything"       | Flakne, Wasserman        |        |
| 5.  | "Wild Child"               | Flakne                   |        |
| 6.  | "Lose You in the End"      | Steen, Kamen, Mattson    |        |
| 7.  | "Confused"                 | Steen                    |        |
| 8.  | "Heaven"                   | Steen                    |        |
| 9.  | "Rumour"                   | Steen                    |        |
| 10. | "Intoxicated"              | Krag, Gambino            |        |
| 11. | "I Will Walk with You"     | Crow                     |        |

## Hitliste
| Hitliste (1996) | Højeste placering |
| --------------- | ----------------- |
| Danmark         | 2                 |